# Tofu
 Ovo je glavno značenje pojma Tofu. Za druga značenja pogledajte Tofu (razdvojba).
Tofu je prehrambeni proizvod kineskog podrijetla dobiven zgrušavanjem proteina u sojinom mlijeku. 

## Tehnika proizvodnje
Tehnika proizvodnje tofua jednim je dijelom slična proizvodnji sira, zbog čega tofu često nazivaju i sojinim sirom. Proces proizvodnje obuhvaća namakanje i mljevenje sojinog zrna zajedno s vodom u kašu (gô), kaša se zatim prokuhava kako bi se uništila štetna tvar koja se nalazi u sirovoj soji tripsin inhibitor. Iz prokuhane sojine kaše (gô) se zatim cijeđenjem (ekstrahiranjem) odvaja sojino mlijeko i okara kao ostatak. Slijedi najbitniji dio u proizvodnji tofua, a to je zgrušavanje (koagulacija). 
Zgrušavanje se s obzirom na željenu vrstu i teksturu tofua odvija dodavanjem aditiva za zgrušavanje u sojino mlijeko pri čemu temperatura mlijeka bitno utječe na tvrdoću, koncentraciju proteina i okus tofua. Postoji više vrsta aditiva za zgrušavanje, na dalekom istoku se tradicionalno koristi kalcijev sulfat (CaSo4) ili magnezijev klorid (MgCl2) poznati kao nigari. Zgrušano sojino mlijeko (skuta) se odvaja od žućkaste tekućine (sirutke), te se stavlja u kalupe gdje se pod pritiskom formira u tofu.

## Vrste tofua
Na tržištima zapada i dalekog istoka nailazimo na mnogo različitih vrsta tofua. Te proizvode možemo razdijeliti na dvije osnovne kategorije: svježi tofu, dobiven direktno iz sojinog mlijeka, te prerađeni tofu, dobiven obradom svježeg tofua, kao i razne namaze kojima je osnova tofu.

## Vanjske poveznice
- Priprema sojinog mlijeka i tofua